# منتخب أوغندا لكرة اليد للسيدات
منتخب أوغندا لكرة اليد للسيدات هو الممثل الرسمي لأوغندا في رياضة كرة اليد. شارك في بطولة أفريقيا لكرة اليد للسيدات 3 مرات وكانت المشاركة الأولى في سنة 1974، كان أفضل مركز له فيها هو الرابع.